# SN 1572
SN 1572, 티코의 초신성 또는 카시오페이아자리 B(B Cassiopeiae, B Cas)는  Ia형 초신성으로, 육안으로 볼 수 있으며 역사적으로 기록된 8개 초신성 중의 하나이다. 1572년 11월 초에 나타나서 많은 이들에 의해 독립적으로 발견되었다.
초신성 잔해는 광학적으로도 관찰되지만, 전파 영역에서도 발견되어 전파원의 명칭인 3C 10으로 원래 알려졌으나, 점차 티코의 초신성 잔해로 불리고 있다.

## 역사적인 설명

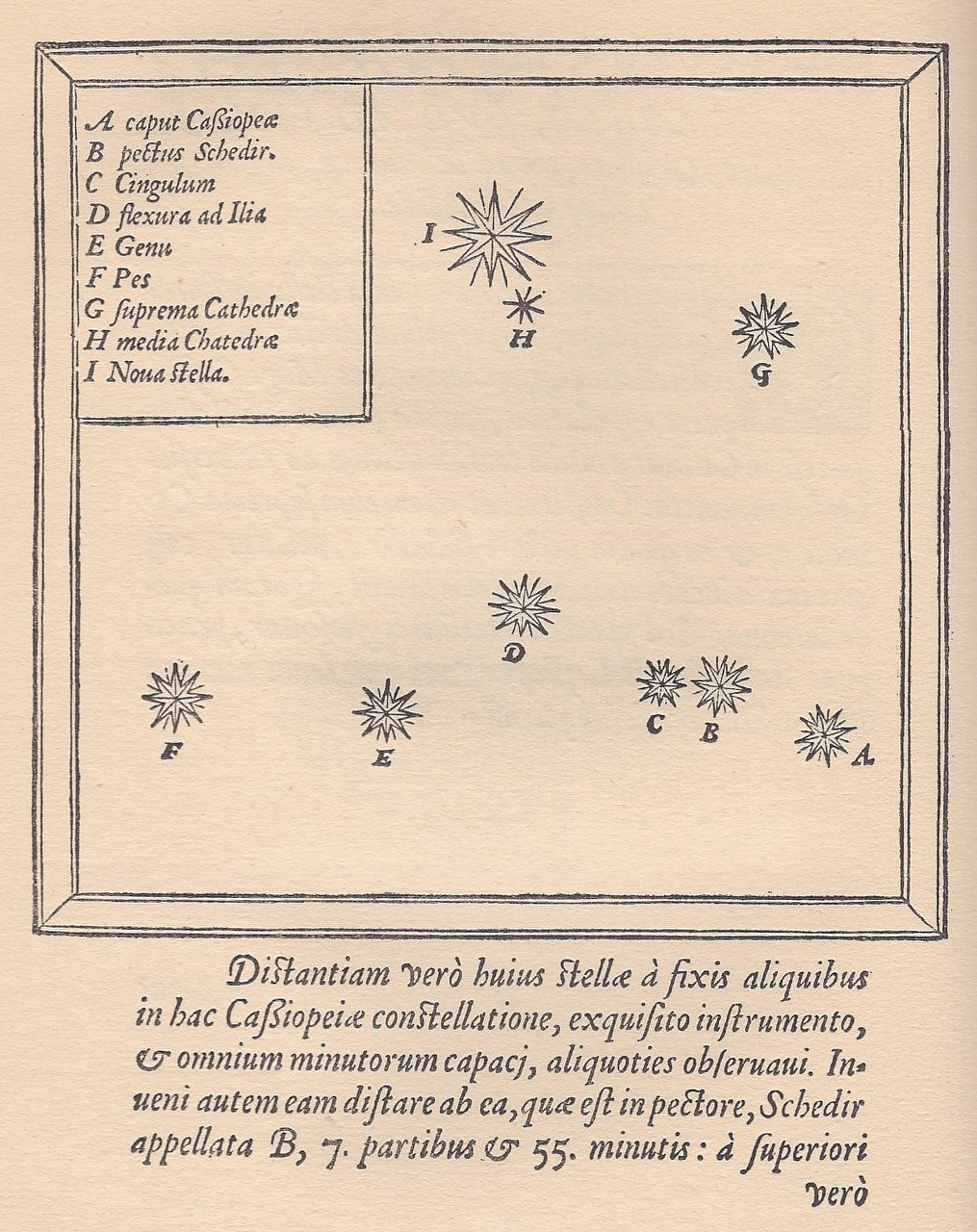
1572 초신성의 위치 (I로 표시)를 보여주는 카시오페이아 자리의 성도; 출전: 티코 브라헤 (Tycho Brahe)의 《드 노바 스텔라(De Nova stella)》

1572년의 은하수 초신성의 발생은 천문학 역사에서 매우 중요한 관찰 사건 중 하나이다. "신성"의 출현은 고대 천문학의 모델을 수정하고, 더 나은 천문 별 카탈로그를 제작할 필요성 (따라서 더 정밀한 천문 관측 장비의 필요성)을 인식하면서 시작된 천문학 혁명을 가속화하는 데 기여 하였다. 또한 이러한 현상에 의하여 아리스토텔레스가 주장한 별 영역의 불변성이라는 도그마도 도전을 받게 되었다.
1572년의 초신성은 "튀코의 초신성"이라고 종종 불리는데, 이는 튀코 브라헤의 광범위한 저작으로, 튀코 브라헤 자신의 관측뿐만 아니라 다른 많은 관측자들에 의한 관측과 분석도 포함되어 있는, 《드 노바 에트 눌리우스 아이비 메모리아 프리우스 비자 스텔라 (De nova et nullius aevi memoria prius visa stella)》("누군가의 생애 중이나 기억상으로도 본 적인 없는 새로운 별에 대하여", 1573년 초판, 1602년 및 1610년 요하네스 케플러의 감수에 의하여 재판됨) 때문이다. 튀코는 1572 초신성을 가장 먼저 관찰 한 사람은 아니었지만, 아마도 가장 정확하게 관찰한 사람이었을 것이다. 동일한 정밀도로 관측한 유럽인들로는 볼프강 슐러, 토마스 디거스, 존 디, 프란체스코 마우롤리코, 제로니모 무노즈, 타데아스 하예크(Tadeáš Hajek), 또는 바르톨로메우스 라이자허 등이 있다.
골동품상인 존 오브리 (Aubrey)가 1세기 후에 기록한 자신의 비망록에 의하면, 영국의 엘리자베스 여왕은 수학자이자 점성가인 토마스 알렌 (Thomas Allen )으로부터 "그가 박식하게 심판을 한, 카시오페이아에 등장한 새로운 별에 대한 조언을 구하기 위해" 그를 불렀다고 한다.
중국 명나라에서는 이 별이 장거정과 젊은 만력제 사이에서 문제로 되었다. 우주의 전통에 따르면, 황제는 새로운 별이 악의 징조로 해석 되어, 잘못된 행동을 반성해 보아야 한다고 경고를 받았다.
좀더 신뢰성이 있는 현대의 보고서에 따르면, 새로운 별 자체는 1572년 11월 2일 직후에 폭발하여 11월 11일에는 목성보다 더 밝게 되었다. 1572년 11월 16일 경에는 − 4.0 등급에 유사한 최대의 밝기에 도달하였는데, 일부 기록에 의하면 가장 밝은 경우의 목성의 밝기에 도달하였다. 이 초신성은 1574년 초반까지 육안으로 볼 수 있었는데, 그후 점차 소멸하였다.

## 초신성

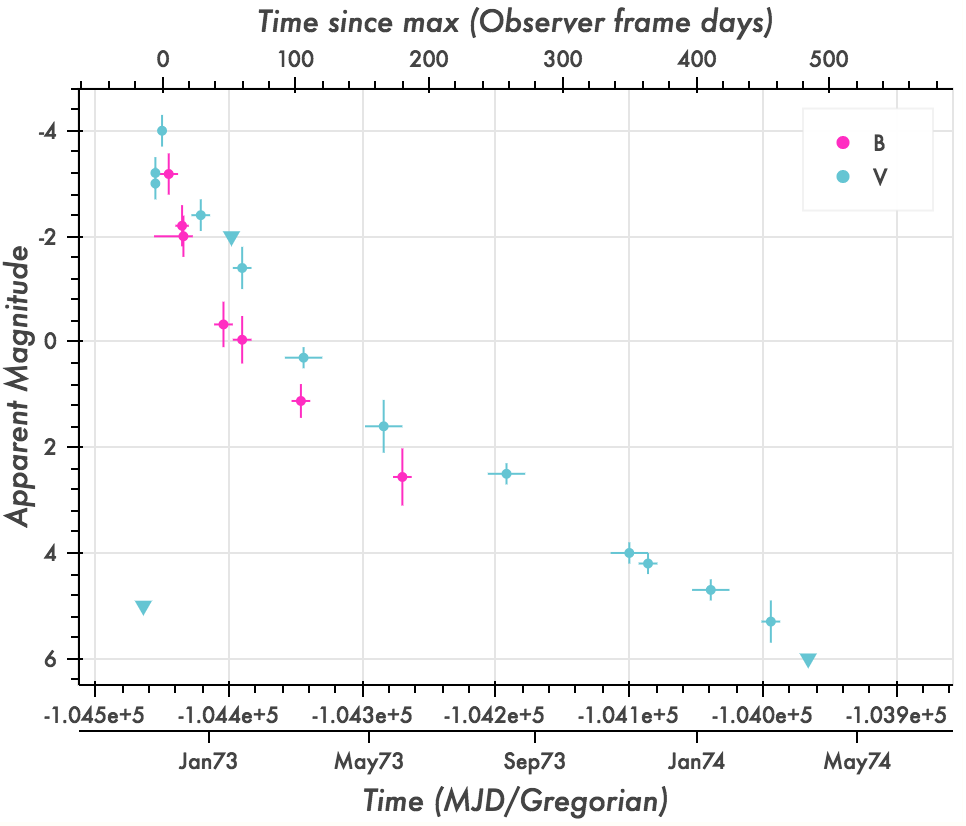
역사적인 관측 (Open Supernova Catalog를 통해)에 의하여 재구성된 튀코 초신성의 광도 곡선

초신성의 스펙트럼에 기초한 I형 초신성과 Ⅱ형 초신성이 처음 정의 된 직후, 이 초신성은 그 광도 곡선의 기록에 기초하여 Ⅰ형으로 분류되었다. 초신성 잔해의 X-선 스펙트럼에 의하면 Ia 형인 것이 거의 확실하나, 2008년의 광 에코 검출에 의하여 정상 Ia 유형으로 최종 확인이 될 때까지는 정확한 분류가 계속 논란이 되었다.
정상 광도의 Ia 형 초신성으로 분류하면 SN 1572까지의 거리를 정확하게 측정 할 수 있다. 절대 등급의 최대치는 B 밴드 감소율로부터 −19.0±0.3으로 계산될 수 있다. 최대 겉보기 등급 및 1.86±0.2 등급으로 알려진 소멸을 감안하면, 거리는 3.8+1.5
−0.9 kpc이다.

## 초신성 잔해
초신성 잔해까지의 거리는 2 ~ 5 kpc (약 6,500 및 16,300 광년 ) 사이인 것으로 추산되는데, 최근의 연구 결과에 의하면 2.5에서 3 kpc (약 8,000 및 9,800 광년)으로 그 범위가 좁아진다.

### 최초의 전파 감지
초신성 잔해에 대한 탐색은 핸베리 브라운(Hanbury Brown)과 시릴 해저드(Cyril Hazard)가 조드럴 뱅크 천문대에서 주파수가 158.5 MHz인 전파를 탐지한 1952년까지는 부정적이었다. 하지만 1957년에 볼드윈과 엣지가 1.9 m의 파장에서 작동하는 캠브리지 전파 망원경을 사용하여 보다 정확한 위치를 측정하여 다시 확인되었다. 잔해는 전파원에 대한 두번째 케임브리지 목록에서 임시의 "2C 34"라는 천체로 다시 확인되었고, 세 번째 캠브리지 목록 (Edge et al. 1959)에서 "3C 10"으로 확고하게 식별되었다. 3C 10이 1572-1573년에 관찰된 초신성의 잔해라는 점에 대한 논쟁은 없다. 민코프스키 (Minkowski)에 의한 1964년의 검토 논문에 따르면, B Cas의 전파 잔해를 언급 할 때, 비록 일부 저자들은 표 형태의 은하 좌표인 G120.7 + 2.1을 사용하기도 하고 다수의 저자는 튀코의 초신성 잔해로 부르기도 하지만, 3C 10이라는 명칭이 문헌에서 가장 일반적으로 사용되는 것으로 보인다. 광학적 초신성 잔해가 발견되기 전에 이미 전파 잔해가 보고 되었기 때문에 일부에서는 3C 10이라는 명칭을 가시광선을 포함하는 모든 파장 영역에서의 잔해를 표기하는데 사용된다.

### X 선 관측
케페우스 X-1 (또는 Cep X-1)이라고 명명 된 X-선 소스가 4U 0022 + 63의 우후루 X-ray 관측소에 의해 탐지되었다. 종전의 카탈로그 지정은 X120 + 2 및 XRS 00224 + 638이었다. 케페우스 X-1은 실제로 카시오페이아 자리에 있으며, 튀코의 초신성 잔해 SN 1572 (Tycho SNR)이다.

### 광학 검출

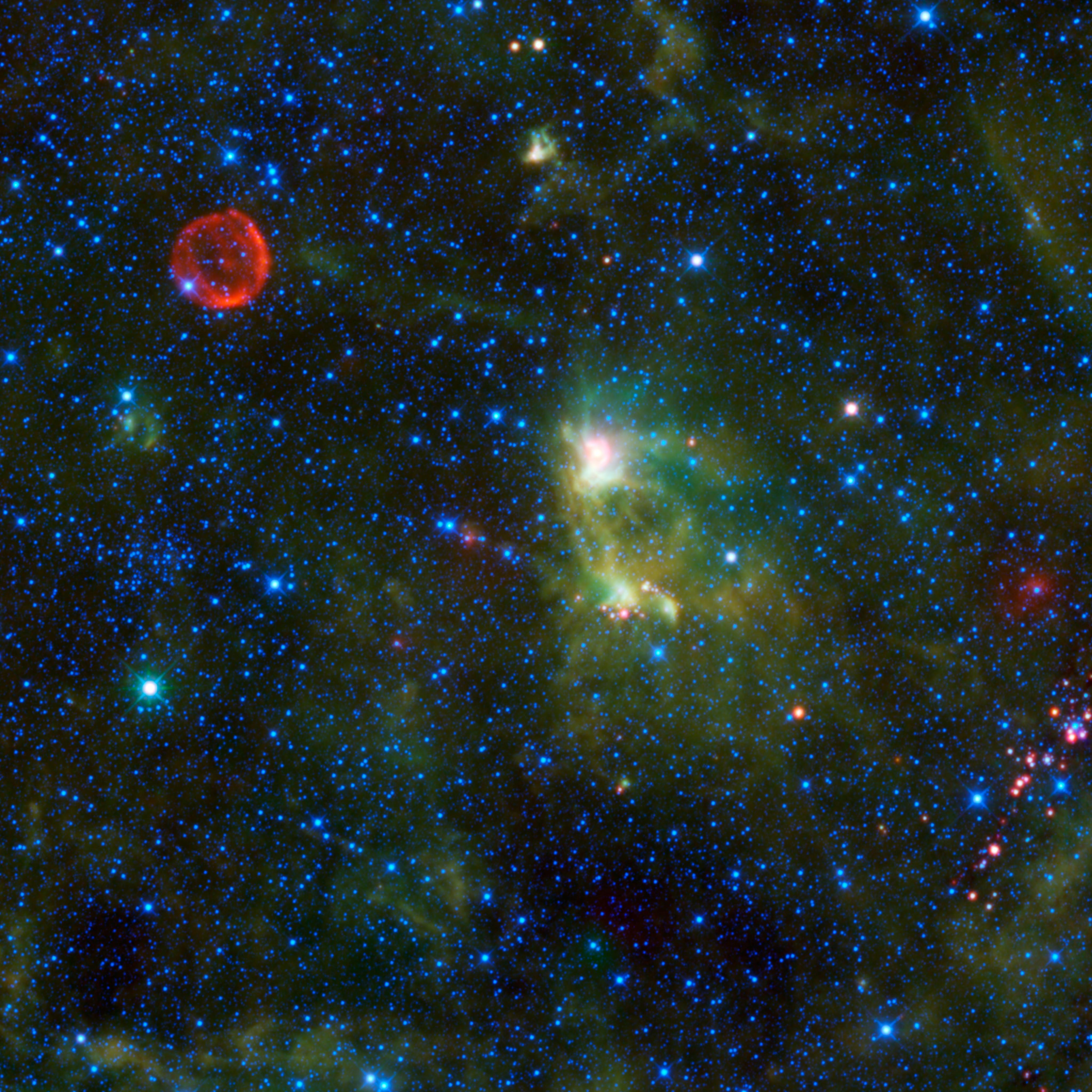
이 WISE 적외선 이미지의 왼쪽 상단 부분에 보이는 빨간색 원이 SN 1572 잔해이다.

B Cas의 초신성 잔해는 1960년대에 팔로마 산 망원경으로 과학자들에 의하여 매우 희미한 성운으로 발견되었다. 그 후 국제 로사트 (ROSAT) 우주선의 망원경에 의해 촬영되었다. 이 초신성은 백색 왜성 별이 찬드라세카르 한계에 근접하여 폭발 할 때까지 동반성으로부터 물질을 흡수한 Ia 유형으로 확인되었다. 이 유형의 초신성은, 전형적으로 게 성운을 생성 한 SN 1054와 같은 II형 초신성에서다 전형적인 스펙타클한 성운을 생성하지는 않는다. 가스 껍질은 여전히 그 중심에서 약 9,000 km/s의 속도로 팽창하고 있다. 최근의 연구에 따르면 5,000 km/s 이하의 확장 속도를 보여준다.

## 동반성
2004년 10월, 네이처지의 레터(letter)에서 태양과 유형이 비슷하고 튀코 G로 명명된 G2 별의 발견을 보고하였다. 이것은 물질을 백색 왜성에 기여하여 백색왜성이 초신성이 되게 하는 동반성인 것으로 생각된다. 2005년 3월에 발간 된 후속 연구에 따르면, 이 별에 대한 자세한 내용이 밝혀졌다. 튀코 G는 아마도 폭발 이전의 주계열성 또는 준거성(subgiant)이었으나, 그 질량의 일부가 제거되고 외층은 초신성에 의해 충격 가열되었다. 튀코 G의 현재 속도는 그것이 백생왜성의 동반성이라는 점에 대한 가장 강력한 증거일 것이다. 튀코 G는 초속 136 km의 속도로 움직이고 있는데, 이는 성간 주위의 다른 항성의 평균 속도보다 4 배 이상 빠르기 때문이다. 이 발견은 최근 몇 년 동안 도전을 받아왔는데, 이는 이 별이 중심에서 상대적으로 멀리 떨어져 있으며 동반성에 대하여 예상되는 회전을 나타내지 않는다는 점 때문이다.
가이아 우주선의 2번째 데이터 배포(2nd Data release, DR2)에 의하면, 이 별까지의 거리는 SN 1572의 가능한 거리의 하단에 위치하는 6400+2000
−1200 광년으로 계산되었는데, 이로써 계산된 속도는 136 km/s에서 겨우 56 km/s로 감소하였다.

## 문학 작품에서
제임스 조이스의 《율리시스》의 9 번째 에피소드에서 스티븐 디달루스(Stephen Dedalus)는 초신성의 모습을 젊은 윌리엄 셰익스피어와 연관 지었다. 《스카이 앤드 텔레스코프》1998년 11월호에서, 사우스웨스트 텍사스 주립 대학교 물리학과의 도널드 올슨(Donald Olson), 러셀 되셔(Russell Doescher) 및 영국학과의 마릴린 올슨(Marilynn Olson)은 이 초신성이 셰익스피어의 《햄릿》에서, 구체적으로 제1막 제1장(Act I, Scene i)에서 버나도(Bernardo)에 의하여 묘사되어 있다고 주장했다.
아서 C. 클라크의 1955년 단편 소설 《더 스타》(The Star)의 주인공은 일상적으로 초신성에 대해 언급하고 있다. 프레더릭 폴의 장난 과학 기사인 〈화성인 별 관측자(The Martian Star-Gazers)〉의 주요 요소인데, 이는 1962년 《갤럭시 사이언스 픽션 매거진》(Galaxy Science Fiction Magazine)에 처음 게시되었다.
닐 디그래스 타이슨(Neil DeGrasse Tyson)은 2017년 《분주한 이들을 위한 천체물리학》(Astrophysics for the People in a Hurry)에서 1572년과 1604년 사건을 언급했다. 그는 이러한 관찰 자료가 널리 보고되었는데, 보이지 않는 x-선 또는 감마선을 본 사람은 아무도 없다고 강조했다.

## 같이 보기
- 초신성 잔해 목록